# デイヴィッド・ウォザースプーン
デイヴィッド・ウェザースプーン（1990年1月16日 - ）はカナダのサッカー選手。ポジションはMF。セント・ジョンストンFC所属。

## 経歴
母がカナダ出身である。
セント・ジョンストンFC、セルティックFCのユースを経てハイバーニアンFCのユースに加入した。
2009-10シーズンのセント・ミレンFC戦でデビューを飾った。
2013年7月2日、子供の頃からサポーターであったセント・ジョンストンFCと2年契約を結んだ。
2019年2月にはセント・ジョンストンとの契約を2年延長した。

### 代表
年代別のスコットランドランド代表での出場歴はあるが、A代表とは縁がなかった。
2018年3月、A代表でカナダを選択した。
2022 FIFAワールドカップの本大会メンバーにも選出された。

## 代表歴

### 出場大会
- カナダ代表
  - 2022 FIFAワールドカップ

### 試合数
- 国際Aマッチ 13試合 1得点（2018年-）[9]

| カナダ代表 | 国際Aマッチ | 国際Aマッチ |
| 年         | 出場        | 得点        |
| ---------- | ----------- | ----------- |
| 2018       | 1           | 0           |
| 2019       | 1           | 0           |
| 2020       | 0           | 0           |
| 2021       | 8           | 1           |
| 2022       | 1           | 0           |
| 2023       | 2           | 0           |
| 通算       | 13          | 1           |